# 문천사
문천사(文川寺)는 대한민국 경기도 과천시 문원로 95번지에 있는 절로써, 경기도 과천시 문원동 부근에 나타나 있다.